# هيد بيرلمان
هيد بيرلمان (بالإنجليزية: Heide Perlman)‏ هي كاتبة سيناريو أمريكية، ولدت في 22 سبتمبر 1951 في بروكلين في الولايات المتحدة.

## وصلات خارجية
- هيد بيرلمان على موقع IMDb (الإنجليزية)
- هيد بيرلمان على موقع قاعدة بيانات الفيلم (الإنجليزية)